# Porsche Challenge
Porsche Challenge ist ein vom Sony-Entwicklerstudio Soho entwickeltes Rennspiel für 1 bis 2 Spieler. Es erschien 1997 exklusiv für Sonys PlayStation und wurde eng in Zusammenarbeit mit Porsche entwickelt. Das Spiel erhielt sehr gute Auszeichnungen der Fachpresse. Gelobt wurde nicht nur die Streckengrafik, sondern vor allem der Detailgrad der Fahrzeuge, sowie insbesondere der der Fahrer.
Im Einzelspieler-Modus fährt man gegen 5 vom Computer gesteuerte Gegner. Im Zwei-Spieler-Modus, bei dem das Bild horizontal geteilt wird (Splitscreen), kann man nur gegen den menschlichen Konkurrenten fahren. Weitere Fahrzeuge ließen sich auf Grund des hohen Detailgrades der Strecken und Fahrzeuge sowie des beschränkten Arbeitsspeichers der PlayStation in diesem Modus nicht realisieren.
Als einziges Fahrzeug lässt sich zunächst nur ein Porsche Boxster steuern, je nach Wahl als offener oder geschlossener Roadster. Nachdem das Spiel absolviert oder ein Cheat eingegeben wurde, steht auch die leistungsgesteigerte Version Boxster S zur Verfügung. Zur Auswahl stehen 4 Hauptstrecken; weitere 4 lassen sich später freischalten und können zusätzlich spiegelverkehrt befahren werden. Ähnlich wie bei Ridge Racer sind dies jedoch die bekannten Strecken, die nur um einige Teilabschnitte erweitert wurden. Als innovatives Feature lassen sich auf jeder Strecke Abkürzungen finden, die je nach Spielverlauf befahrbar oder gesperrt sind.
Als Spielmodi stehen der sogenannte „Challenge“-Modus oder Einzelrennen zur Auswahl. Der Spieler kann danach einen von sechs Charakteren wählen, die sich in ihrem Fahrverhalten unterscheiden. Zusätzlich lässt sich bestimmen, ob das Fahrverhalten eher simulationslastig oder – im Modus „Arcade“ – einfach im Handling ist. Als Bonus lassen sich kurze FMV-Filme freischalten, in denen z. B. die Entstehung des Boxster geschildert wird.

## Rezeption
- Test in Maniac 5/97: 89 %
- Test in VideoGames 4/97: 88 %
- Test in Mega Fun 4/97: 88 %